# Roberto Carril
Roberto Hugo Carril (nacido el 29 de abril de 1952 en San Nicolás de los Arroyos) es un exfutbolista argentino. Se desempeñaba como mediocampista de creación y fue campeón de la Primera División de Argentina con Rosario Central.

## Carrera
Tuvo su debut en Primera a los 17 años, en la derrota de Rosario Central ante Gimnasia y Esgrima La Plata por 1-0, el 17 de agosto de 1969, por el Reclasificatorio al Nacional. El entrenador canalla era Francisco Erauzquin, quien ocupaba el cargo de forma interina. 
Luego de participar en otro encuentro del torneo, bajó nuevamente a las categorías juveniles, desempeñándose mayormente en reserva. Así, integró el plantel profesional que se alzó con el Nacional 1971, pero sin sumar minutos en cancha.
Recién en 1973 volvió a tener juego en el círculo máximo; en la segunda parte del año conquistó el título del Nacional 1973, con el equipo entrenado por Carlos Timoteo Griguol. Con éste técnico tuvo mayor participación en el año y medio siguiente, jugando también en las ediciones 1974 y 1975 de la Copa Libertadores. Además, marcó un gol en el clásico rosarino ante Newell's Old Boys como visitante, en cotejo disputado el 6 de abril de 1975 y que finalizó igualado en un tanto. Cerró su participación en Central con 69 partidos jugados y 9 goles convertidos.
Prosiguió su carrera en el exterior, con paso fugaz por Deportivo Cali de Colombia y otro más prolongado por el fútbol mexicano, donde jugó en dos equipos: Laguna y Atlético Español.

## Clubes
| Club             | País      | Año       |
| ---------------- | --------- | --------- |
| Rosario Central  | Argentina | 1969-1975 |
| Deportivo Cali   | Colombia  | 1975      |
| Laguna           | México    | 1976-1977 |
| Atlético Español | México    | 1977-1978 |

## Palmarés
| Título           | Equipo                | País      | Año    |
| ---------------- | --------------------- | --------- | ------ |
| Primera División | C. A. Rosario Central | Argentina | N-1971 |
| Primera División | C. A. Rosario Central | Argentina | N-1973 |